# Túlio Maravilha
Túlio Humberto Pereira Costa (Goiânia, 2 de junho de 1969), conhecido como Túlio Maravilha, é um ex-futebolista, que atuava como atacante, e político brasileiro.
Foi três vezes artilheiro do Campeonato Brasileiro de Futebol da Série A (1989, 1994 e 1995), um recorde dividido com Romário, Dadá Maravilha e Fred. É o único jogador do futebol brasileiro a ter sido artilheiro em três divisões do futebol nacional - tendo sido o maior goleador da Série B (2008) e da Série C (2002 e 2007). Ficou também conhecido por seu estilo irreverente e pouco modesto, de autopromoção e sem ter papas na língua.
Começou sua carreira no Goiás em 1987 e em pouco tempo, ganhou projeção nacional. Seu auge veio no Botafogo, onde foi ídolo e ajudou o clube carioca a conquistar o Campeonato Brasileiro de 1995. A boa fase naquele ano lhe rendeu convocação para a Seleção Brasileira que disputou a Copa América de 1995. Depois da passagem destacada pelo Botafogo, Túlio passou por Corinthians, Vitória, Santa Cruz, Fluminense e Cruzeiro, mas sem o mesmo brilho dos tempos de Botafogo. Com sua carreira em declínio, defendeu diversos clubes de menor expressão do futebol nacional. Seu último clube foi o Araxá, no qual chegou ao milésimo gol, pelas contas do próprio Túlio, já que não há registro oficial sobre os 1000 gols que o jogador tenha feito ao longo de sua carreira. Nestas contas, somam-se os gols marcados não apenas em partidas oficiais, mas também em jogo-treino, amistoso e até partida festiva. Conforme Goal.com (2023), em jogos oficiais Túlio possui 545 gols, um a menos que o húngaro Ferenc Deák, sendo o 12° artilheiro de todos os tempos; considerando amistosos oficiais, o número sobe para 699 tentos.
Na vida pública, Túlio foi eleito vereador por Goiânia em 2008, tendo exercido o cargo até 2011. Na televisão, integrou o elenco da primeira temporada reality show brasileiro da Rede Record Power Couple, juntamente com sua esposa Cristiane Maravilha. Atualmente, atua como comentarista do Os Donos da Bola, na Band Rio.
Em setembro de 2019 participou do elenco da 11ª temporada do reality show A Fazenda.

## Carreira futebolística

### Primeiros anos
Túlio começou sua carreira na base do Goiás, aos 12 anos. Subiu para o time principal em 1988, após se destacar na Taça BH daquele ano e ser o artilheiro do torneio. Túlio estreou profissionalmente no dia 12 de março de 1988 na partida em que o Goiás venceu por 4 a 0 o Ceres. Seu primeiro técnico no futebol profissional foi Luiz Felipe Scolari. Em 1988, Felipão teve uma breve passagem pelo Goiás. Um ano mais tarde, em 1989 ganhou seu primeiro título, o Campeonato Goiano de 1989, numa boa campanha. Ainda nesse mesmo ano, aos 20 anos, foi artilheiro do Campeonato Brasileiro de 1989 com onze gols, na época, sendo o mais jovem artilheiro de uma edição do Brasileirão.
Em 1990 ganhou mais uma vez o Campeonato Goiano. A carreira de Túlio começava a ganhar expressão após a final da Copa do Brasil de 1990, quando por pouco não foi campeão, perdendo a final para o Flamengo. Em 1991 foi, pela terceira vez seguida Campeão Goiano e pela primeira vez artilheiro com 18 gols.

### Europa e retorno ao Brasil
Devido ao valor muito alto pedido pelo Goiás, Túlio foi comprado por um grupo de empresários e repassado ao Sion, em 1992, onde em sua lista, anotou 64 gols, entretanto, a Federação Suíça de Futebol registrou 19 gols marcados entre as temporadas de 1992 e 1993. Conquistou o primeiro Campeonato Suíço do clube. O clima gelado e a adaptação com a cultura suíça dificultaram sua passagem por lá. Apesar da falta de adaptação na vida pessoal, Túlio teve uma passagem considerada perfeita na Suíça, sendo até chamado para jogar na Seleção Suíça. Depois de ter saído do Sion, voltou para o Brasil para atuar no Botafogo, em 1994. Logo em sua estreia, marcou 3 gols contra o America. E assim, foi apelidado pela torcida como Túlio Maravilha. Novamente foi artilheiro do Campeonato Brasileiro, dessa vez por duas vezes consecutivas: 1994 e 1995.

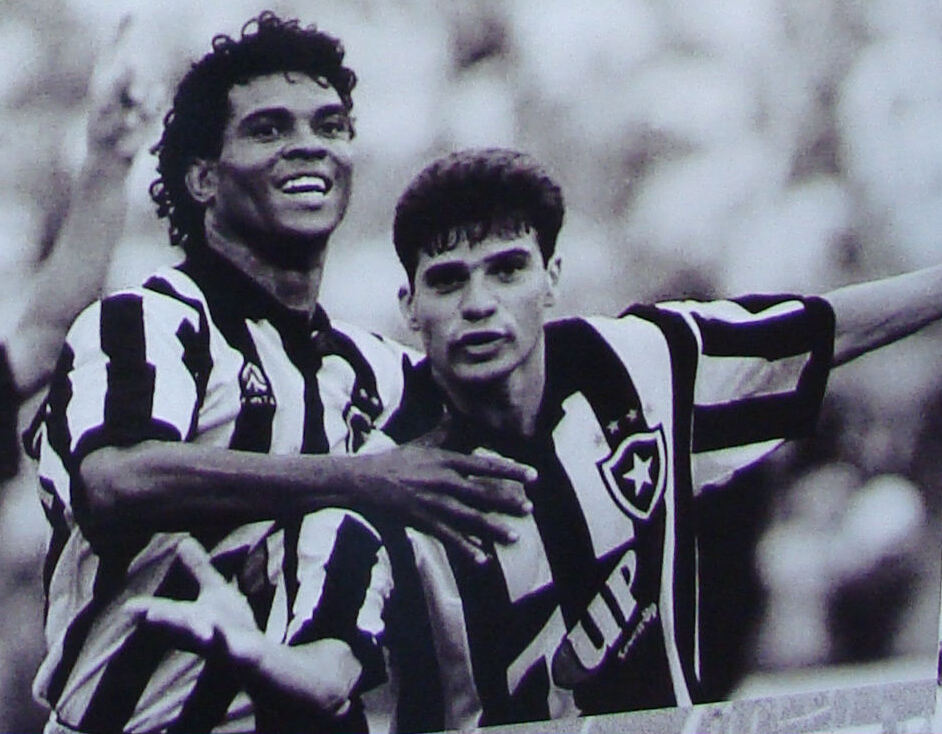
Túlio, ao lado de Donizete, o ataque do Botafogo campeão Brasileiro de 1995

Ele conquistou o Campeonato Brasileiro de 1995, com uma final contra o Santos bastante polêmica. No primeiro jogo, vitória do Botafogo por 2 a 1 e um gol de Túlio anulado, além de um pênalti não dado em cima de Donizete. No segundo jogo, um empate em 1 a 1 com o gol de Túlio impedido. Neste Brasileirão, Túlio fez 23 gols em 26 jogos. No ano seguinte, em 1996, atuaria junto com seu irmão gêmeo, Télvio.

Túlio foi contratado pelo Corinthians em 6 de janeiro de 1997, vindo como uma contratação badalada e recebendo o maior salário do Brasil na época. Na época, o clube do Parque São Jorge fez uma parceria com o Banco Excel, que injetou dinheiro em reforços e para quitação de dívidas. O Corinthians foi campeão paulista de 1997 e Túlio foi artilheiro do time (vice-artilheiro da competição com 14 gols), apesar de ter ficado a maior parte do campeonato no banco de reservas. Tinha começado bem o campeonato, sendo titular na maioria dos jogos, mas se machucou e não voltou a jogar como antigamente perdendo a continuação do seu auge. Além disso neste período, o técnico Nelsinho Baptista resolveu mudar o esquema tático pelo time não estar fazendo gols com naturalidade. Assim, colocou Donizete e Mirandinha como dupla de ataque. Assim, Túlio ficou encostado no banco pelo resto do campeonato, só entrando no decorrer das partidas. Diante do fato do jogador pertencer ao Banco Excel, foi cedido ao Vitória para a disputa do Brasileirão de 1997. A equipe também era patrocinada pelo banco, e Túlio (que queria ser contratado por grandes europeus) formou uma das duplas de ataque mais badaladas da história da equipe baiana, com Bebeto. Ao final do ano se transferiu para o Botafogo.

### Segunda e terceira passagem pelo Botafogo
Na volta de Túlio, em 1998, fez novamente dupla de ataque com Bebeto e foram campeões do Torneio Rio-São Paulo. Foram apenas 21 gols nesse ano. Em 1999 fez três passagens em clubes: Fluminense, Cruzeiro e Vila Nova. No primeiro, fez apenas 10 gols, no segundo 4 (foi no Cruzeiro que ele marcara o gol 500 de sua carreira) e no terceiro, 6. Na passagem pelo Cruzeiro, o time era comandado por Levir Culpi, e por conta deste e da diretoria do Cruzeiro, praticamente não colocaram Túlio para jogar, pois o jogador ainda pertencia ao Banco Excel. O clube deixou Túlio de lado em detrimento de Alex Alves, revelado pelo Vitória e outros jogadores prata da casa. Como consequência disso, Túlio ficou de 4 a 5 meses só treinando.
Quando a imprensa questionava o desempenho de Túlio em 1999, dizendo que ele já estava em fase final de carreira, mesmo com apenas 30 anos de idade e 11 como profissional, o jogador não se abalou e decidiu seguir jogando. Em 2000, foi para o São Caetano, levando este modesto e desconhecido time a subir para a Primeira Divisão do Campeonato Paulista. Ficou 6 meses no mesmo, foi campeão e artilheiro da Série A2, com dezoito gols. Na partida em que decidiria o campeão, Túlio simplesmente fez um gol de bicicleta contra o Paulista, garantindo assim a elite para o São Caetano. Ele parecia ter voltado aos tempos de Botafogo. Entretanto, Túlio ficou muito pouco tempo nesse time. Depois de ter saído do São Caetano, ele voltou mais uma vez ao Botafogo, onde disputou somente 14 partidas.

### Santa Cruz Futebol Clube e futebol húngaro
Em 2001 foi para o Santa Cruz e só disputou o Campeonato Brasileiro daquele ano. Foram 7 jogos e 1 gol. Após a curtíssima passagem pelo Santa Cruz, retornou ao Vila Nova para a disputa do Campeonato Goiano desse ano. Foi, pela quarta vez campeão, e pela segunda vez artilheiro, com dezesseis gols. Após o término do Campeonato Goiano, se transferiu para o Újpest, em 2002. Ganhou a tradicional Copa da Hungria, ele chegou no clube na metade da competição.

### Atlético Goianiense, Associação Atlética Anapolina e Volta Redonda
Em 2003 foi para o Atlético Goianiense, para jogar a Série C. Nesse mesmo time, Túlio marcou seu gol 600 da carreira. Logo após o Atlético Goianiense, passou rapidamente pelo Tupy. Disputou a Copa Espírito Santo onde marcou 5 gols, mas seu time acabou eliminado.
Em dezembro de 2003 posou nu para a revista G Magazine. Em 2004, foi para o Jorge Wilstermann. Essa passagem foi mais pela Libertadores. Mas seu time foi eliminado logo na primeira fase. Fora da Libertadores, ele foi campeão da Copa Aerosul e artilheiro, com seis gols. Em 2004, ao fazer seu terceiro retorno ao Brasil, jogou a Série B pelo Anapolina, onde balançou as redes só 2 vezes. Ao lado de Sérgio Manoel, Túlio comandou a excelente campanha do modesto Volta Redonda, time do interior fluminense, à conquista inédita da Taça Guanabara. Na decisão do Carioca, na primeira partida, o Volta Redonda venceu por 4 a 3 o Fluminense. Na segunda partida, porém seu time sofreu um revés, e perdeu por 3 a 1. O Fluminense faturou o título. Túlio ainda foi o artilheiro da competição.

### Esporte Clube Juventude e retorno ao Vila Nova
Nesse mesmo ano, também foi para o Juventude, onde disputou o Campeonato Brasileiro daquele ano. Foram 12 jogos e 2 gols. Logo depois do Juventude, Túlio se transferiu para o Al Shabab da Arábia Saudita, em 2005 mas não atuou sequer uma partida. Depois do Al Shabab, voltou novamente para o Brasil, em 2006 para o Volta Redonda. Disputou a Copa do Brasil, mas foi eliminado. Logo após a segunda passagem pelo Volta Redonda, se transferiu para o Fast, onde disputou pela terceira vez a Série C e mais alguns amistosos. Túlio sentiu na pele o contraste entre ter jogado num time de ponta e num time modesto, porque para o time disputar amistosos, teria que viajar de barco para chegar ao estádio do adversário. Na metade de 2006, foi contratado pela Federação Goiana e designado para jogar no Canedense. Túlio chegou no meio do Campeonato Goiano da Segunda Divisão, marcou 9 gols em 6 jogos (média superior a um por partida). Nesse campeonato, o time de Túlio subiu para a primeira divisão. Ainda nesse mesmo ano (2006), fechou contrato com o Nerópolis para disputar o Campeonato Goiano da Terceira Divisão. Foi campeão e artilheiro, com sete gols em 7 partidas. Em janeiro de 2007, Túlio na volta para o Canedense marcou seu gol 700 em jogos oficiais, após fazer dois num jogo válido pelo Campeonato Goiano contra o Trindade (segundo sua contagem). No fim do Campeonato, marcou 16 gols em 17 partidas. Com a camisa do Canedense foram 25 gols em 23 jogos.
Com o fim do Campeonato Goiano de 2007, Túlio Maravilha volta ao Vila Nova (6 anos depois) para a disputa do Campeonato Brasileiro da Série C, formando dupla de ataque com Wando. Túlio foi o artilheiro da competição com 27 gols e ajudou o time a subir para a Série B de 2008. Jogou a Série B de 2008 pelo Vila Nova e foi o artilheiro da competição, com 24 gols (isso com 39 anos de idade). Depois disso foi dispensado do Vila Nova.

### Itumbiara e o Botafogo de Brasília

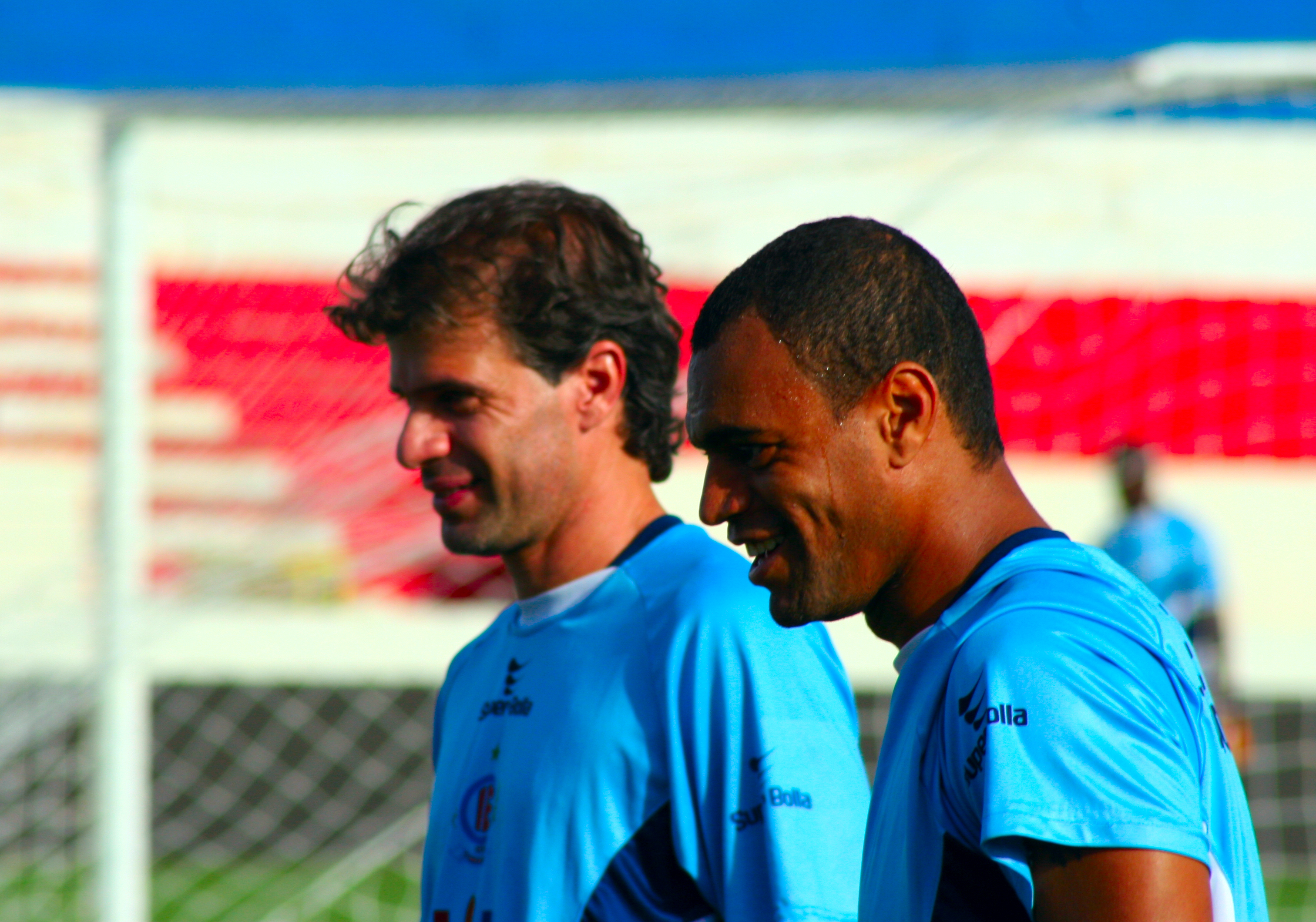
Túlio e Denílson no Itumbiara.

Em 2009 foi contratado pelo Itumbiara para a disputa do Campeonato Goiano, onde fez companhia para Denílson, como um presente pelo 100º aniversário da cidade de Itumbiara. Apesar da boa campanha, o Itumbiara acabou eliminado nas semifinais do Campeonato. Mais tarde, em 26 de maio de 2009 Túlio voltou para o Botafogo para apenas uma partida amistosa, contra o Brasil de Pelotas, time gaúcho que se preparava para a Série C de 2009. O Botafogo saiu derrotado por 2 a 1. Logo após esta derrota, foi para o Goiânia para disputar a Segunda Divisão do Campeonato Goiano. O time fez uma má campanha, e não conseguiu a classificação para a fase seguinte.
Após a eliminação no Campeonato Goiano da Segunda Divisão, Túlio foi jogar no Botafogo de Brasília. Seu time conseguiu subir para a Primeira Divisão e disputar a final contra o Ceilandense. Mas o Botafogo sofreu um revés, foi derrotado por 2 a 1 e perdeu o título. Após a curtíssima passagem pelo Potyguar de Currais Novos, Túlio voltou ao Botafogo-DF para a disputa do Campeonato Brasiliense de Futebol de 2010. Entretanto, num dos jogos decisivos do campeonato, contra o Gama, no dia 10 de abril, sequer foi relacionado, complicando ainda mais sua situação no clube. Não tendo oportunidades de atuar como titular, e não aceitando essa posição, se desligou do clube no dia 14 de abril de 2011. Em 8 de fevereiro de 2011, Túlio foi contratado por apenas uma partida, fechou contrato com o Barras para o primeiro jogo da Copa do Brasil, contra o ABC, onde batizou o gol que faria, com o nome de cajuína. Mas como a estreia do time se deu somente no dia 24, Túlio ainda defendeu o Botafogo-DF por alguns jogos. Mas no confronto contra o ABC, o Barras foi eliminado ao empatar o jogo de ida em casa por 1 a 1 e perder o jogo de volta por 2 a 1. Túlio saiu de campo em branco nas duas partidas.

### Canedense, CSE, Laranjal e Tanabi
Túlio seguiu jogando no Canedense, pelo Campeonato Goiano da Segunda Divisão. Mas seu time terminou o campeonato com a pior campanha: em 11 jogos, 10 derrotas e apenas 1 vitória. Foi a pior campanha de Túlio defendendo um time, sendo que na última rodada, apenas 1 torcedor pagou ingresso para assistir o jogo Canedense 0 x 5 Goiatuba. Depois de passagens por Mimosense-ES (1 gol em amistoso) e Bonsucesso (2 gols em amistoso contra o União de Marechal Hermes), foi contratado pelo CSE de Palmeira dos Índios como a principal contratação do marketing do clube para o Campeonato Alagoano de 2012. Logo na estreia fez seu primeiro gol com a camisa do CSE na vitória de 2 a 0 sobre o Coruripe. No dia 10 de abril de 2012, Túlio foi dispensado pelo CSE.
Túlio acertou com o Esporte Clube Laranjal, em que na estreia marcou um gol sobre o Democratas pela Copa Integração 2012. Novamente Túlio jogou com a camisa do Laranjal desta vez marcando 2 gols. Depois, Túlio acertou com o Tanabi, time da quarta divisão do campeonato paulista.

### Amistosos pelo Botafogo
Posteriormente, retornou ao Botafogo do Rio de Janeiro, firmando com o clube o projeto "Túlio a 1000 - 7 gols de solidariedade". Em 27 de agosto de 2012, Túlio foi apresentado pelo Botafogo, com o intuito de marcar os sete gols restantes ao milésimo, em jogos amistosos atuando pelo time sub-23, embora não fosse descartada a possibilidade de atuação em jogo oficial.
Após passar em branco contra Boavista-RJ e Cachoeiro-ES, Túlio marcou dois gols diante do Rio Branco-RJ (ambos de pênalti), em 27 de dezembro de 2012. Em 24 de fevereiro de 2013, fez três gols sobre o Santos de Angola (dois em penalidade e um da entrada da área), ficando a apenas dois gols de fazer seu milésimo. O projeto do milésimo usando a camisa do Glorioso acabou não se concretizado, não tendo sido feita renovação contratual.

### Vilavelhense
Em 11 de junho de 2013, foi anunciado como o atacante do Vilavelhense-ES. Fez o gol 999 em jogo da Copa Espírito Santo.

### Araxá e o milésimo gol
Em 8 de fevereiro de 2014, vestindo a camisa do Araxá, Túlio chegou ao milésimo gol de sua carreira, segundo suas próprias contas. O gol foi marcado diante do Mamoré, pela Segunda Divisão do Campeonato Mineiro, ainda no primeiro tempo e em cobrança de pênalti, similar ao de Pelé e Romário. Com o gol, o jogador tirou a camisa que vestia, com a numeração 999, e colocou um uniforme que indicava o número mil. Houve invasão do campo da torcida, da família de Túlio e da diretoria do clube e por dez minutos o jogo teve que ser paralisado.
Voltou aos gramados em 2015, numa partida amistosa ao lado de seu filho, Túlio Filho, pelo Aparecida, time da terceira divisão do futebol goiano. No início de setembro confirmou o acerto com o Força Jovem Aquidabã, time sergipano que joga a segunda divisão estadual. Porém uma semana depois declarou por meio de sua conta pessoal no Facebook a sua desistência de atuar pelo Força Jovem Aquidabã, segundo ele, pela falta de ética e profissionalismo. Em 7 de novembro de 2016, Túlio Maravilha foi anunciado como novo jogador do Clube Atlético Taboão da Serra, onde jogaria ao lado de seu filho Tulinho no Campeonato Paulista A-3, mas não chegou a atuar pelo clube.

### Atlético Carioca e Taboão da Serra (2018-2019)
Após dois meses de negociação, aos 48 anos, Túlio resolve voltar aos gramados após 3 anos para atuar pelo Atlético Carioca, clube da cidade de São Gonçalo, que disputa a 4ª divisão do estadual do Rio de Janeiro. Uma de suas motivações foi o fato do clube recém criado ter inspirações nas cores e uniformes do Botafogo-RJ e seu presidente ser botafoguense e fã do jogador.
Na sua estreia pelo clube, Túlio não marcou, mas o time venceu por 1 a 0 o Brasileirinho, pela primeira rodada da Quarta divisão carioca. Tornou-se o jogador mais velho a atuar por um clube carioca, aos 49 anos. No segundo jogo, sofreu uma das suas piores derrotas de sua carreira, um 8 a 1 para o Paduano, sendo substituído no intervalo do jogo.
Em outubro de 2018, Túlio Maravilha finalmente foi anunciado para o Clube Atlético Taboão da Serra. O atacante de 49 anos chega para disputar a Série A-3 do Campeonato Paulista de 2019, onde jogou 4 jogos e fez 1 gol, que segundo o próprio jogador foi o 1001º gol da sua carreira, feito no dia 31 de março de 2019 em jogo realizado pelo Campeonato Paulista de Futebol de 2019 - Série A3, contra o São Carlos em São Carlos, jogo que terminou 3 a 1 para o time da casa, marcando de vez o fim de sua carreira.

### Sport-ES
No dia 30 de maio de 2022,  aos 52 anos de idade, Túlio anunciaria seu retorno aos gramados, voltando da aposentadoria que foi anunciada em 2019, quando atuava no Taboão da Serra. A equipe em que Túlio anunciou seu retorno ao futebol, foi  do Sport-ES de Serra, Espírito Santo, disputando o Campeonato Capixaba Série B de 2022.

## Seleção Brasileira
Túlio foi convocado para a Seleção Brasileira pela primeira vez em 1990, quando jogava pelo Goiás. Estreou pela seleção em um amistoso contra o Chile. Em 1994, às vésperas da Copa do Mundo e se destacando no Botafogo, Túlio voltou a ser convocado e jogou o amistoso contra a Islândia. Entretanto, acabaria não sendo convocado para a seleção que disputou o Mundial nos Estados Unidos e conquistou o tetra para o Brasil.
Em 1995, quando vivia grande fase no Botafogo, Túlio foi convocado várias vezes para a seleção. No mesmo ano, marcou seu primeiro gol pelo Brasil em um amistoso contra a Eslováquia.
Marcou o gol de empate por 1 a 1 contra Honduras, num amistoso realizado em Goiânia.
Num amistoso, Túlio marcou três gols na vitória do Brasil por 4 a 2 contra o Valencia, da Espanha. Depois, em outros amistosos, marcou um gol contra Israel e dois gols contra a Polônia. Em ambas as partidas, o Brasil venceu por 2 a 1.
Disputou a Copa América de 1995 no Uruguai. O Brasil tinha a base do time da Copa do Mundo de 1994, mas não tinha Romário, nem Bebeto. Com isso, Túlio, Edmundo e Sávio formavam o ataque da seleção. Na Copa América, Túlio marcou três gols, um deles considerado icônico e polêmico contra a Argentina nas quartas-de-final, quando ajeitou a bola com o braço antes de marcar. A arbitragem não viu o toque com o braço e validou o gol irregular. Assim, a partida e o lance ficaram conhecidos como "La mano de Túlio". Contudo, na final contra o anfitrião Uruguai, o Brasil acabaria sendo derrotado nos pênaltis com Túlio perdendo sua cobrança.
Em dezembro de 1995, Túlio marcou dois gols na vitória do Brasil contra a Colômbia por 3 a 1 em um amistoso realizado em Manaus.
Por causa da sua boa fase em 1995, Túlio chegou a ser cotado para disputar a Copa do Mundo de 1998 na França, mas não foi mais convocado para a seleção após 1995. Entre 1996 e 1998, o jogador mudou de clube, teve má fase e problemas físicos em alguns momentos, o que contribuiu para afastá-lo da seleção. Para Túlio, o fato de não estar em um bom momento em 1998 pesou para não ser convocado para a Copa.
Ao todo, Túlio jogou 15 partidas pela Seleção Brasileira e marcou 13 gols.
Em algumas entrevistas, Túlio lamentou não ter disputado uma Copa do Mundo com a seleção.

## Carreira política
Túlio disse que teria que jogar em um time goiano, para exercer seu mandato de vereador. E então escolheu o Itumbiara, para disputar o Campeonato Goiano e a Copa do Brasil. Meses mais tarde, Túlio foi eleito vereador de Goiânia pelo PMDB, nas Eleições municipais do Brasil em 2008, com quase 9 mil votos.

### Polêmica de suposto envolvimento com Carlinhos Cachoeira
Túlio Maravilha teve seu nome citado em telefonemas de Carlinhos Cachoeira, gravados pela Polícia Federal entre os dias 11 e 31 de março de 2011, durante a Operação Monte Carlo.
Túlio pediu a Cachoeira cerca de R$ 30 mil reais, o que foi confirmado por meio de seu advogado, Levy Leonardo, informando, porém, que o dinheiro teria sido recebido para sua campanha para deputado estadual, em 2010.
| “ | O Túlio é uma pessoa muito carismática. Ele se envolve com as pessoas, conhece bastante gente. Um dado importante é que Cachoeira é botafoguense. Pode ter vindo daí esse conhecimento dele com o Túlio. Mas envolvimento em negócios, esquemas, nunca houve. | ” |

## Títulos
Goiás
- Campeonato Goiano: 1987, 1989, 1990 e 1991

Botafogo
- Campeonato Brasileiro: 1995
- Torneio Rio-São Paulo: 1998
- Troféu Teresa Herrera: 1996
- Taça Cidade Maravilhosa: 1996
- Copa Rio Estadual: 1995

Corinthians
- Campeonato Paulista: 1997

Cruzeiro
- Recopa Sul-americana: 1998

Vila Nova
- Campeonato Goiano: 2001

São Caetano
- Campeonato Paulista - Série A2: 2000

Újpest
- Copa da Hungria: 2002

Brasiliense
- Campeonato Brasileiro - Série C: 2002

Jorge Wilstermann
- Copa Aerosul: 2004

Volta Redonda
- Taça Guanabara: 2005

Itauçu
- Campeonato Goiano - Terceira Divisão: 2006

### Outras Conquistas
Botafogo
- Copa Rio-Brasília: 1996
- Torneio Internacional Eduardo Paes: 1994
- Copa Nippon Ham: 1996
- Torneio Presidente da Rússia: 1996

Vitória
- Troféu Cidade de Valladolid: 1997

Volta Redonda
- Copa Finta Internacional: 2005

## Prêmios individuais
Goiás
- Bola de Prata da Revista Placar: 1989 e 1991
- Chuteira de Ouro do Campeonato Brasileiro: 1991

Botafogo
- Bola de Prata da Revista Placar: 1994 e 1995
- Melhor atacante do Campeonato Brasileiro: 1995
- Chuteira de Ouro do Campeonato Brasileiro: 1994 e 1995
- Melhor atacante do Brasil: 1994 e 1995
- Chuteira de Ouro do Brasil: 1994, 1995 e 1996
- Jogador Brasileiro do Ano: 1995
- Prêmio Sharp: 1995
- Prêmio Sony: 1995
- Time dos sonhos do Botafogo (Placar): 2006[74]
- 5° Maior ídolo da História do Botafogo (O Globo): 2020[75]

Volta Redonda
- Seleção do Campeonato Carioca: 2005[76]

Honrarias
- Estátua no Estádio Nilton Santos[77]

## Artilharias
- Campeonato Goiano: 1991 (18 gols); 2001 (16 gols) e 2008 (14 gols)
- Campeonato Brasileiro: 1989 (11 gols); 1994 (19 gols) e 1995 (23 gols)
- Campeonato Brasileiro - Série B: 2008 (24 gols)
- Campeonato Brasileiro - Série C: 2002 (11 gols) e 2007 (27 gols)
- Campeonato Carioca: 1994 (14 gols); 1995 (27 gols) e 2005[76] (12 gols)
- Taça Cidade Maravilhosa: 1996 (10 gols)
- Copa Nippon Ham: 1996 (1 gol)
- III Torneio Presidente da Rússia: 1996 (3 gols)
- Troféu Teresa Herrera: 1996 (4 gols)
- Troféu Cidade de Valladolid: 1997 (1 gol)
- Campeonato Paulista - Série A2: 2000 (18 gols)
- Copa Aerosul: 2004 (6 gols)
- Campeonato Goiano - Terceira Divisão: 2006 (7 gols)
- Campeonato Brasiliense - Segunda Divisão: 2009 (7 gols)
- 8° Maior artilheiro do Botafogo: 167 gols[78]
- Maior artilheiro do Botafogo na Copa Master da Conmebol: 1996 (3 gols)[79]